# Trofeo Serra de Tramuntana 2022
La 31.ª edición de la clásica ciclista Trofeo Serra de Tramuntana fue una carrera en España que se celebró el 28 de enero de 2022 sobre un recorrido de 158,9 kilómetros en la isla balear de Mallorca. La carrera formó parte del tercer trofeo de la Challenge Ciclista a Mallorca 2022.
La carrera formó parte del UCI Europe Tour 2022, calendario ciclístico de los Circuitos Continentales UCI, dentro de la categoría 1.1 y fue ganada por el belga Tim Wellens del Lotto Soudal. Completaron el podio, como segundo y tercer clasificado respectivamente, el español Alejandro Valverde del Movistar y el australiano Simon Clarke del Israel-Premier Tech.

## Equipos participantes
Tomaron parte en la carrera 25 equipos: 10 de categoría UCI WorldTeam, 9 de categoría UCI ProTeam y 6 de categoría Continental. Formaron así un pelotón de 173 ciclistas de los que acabaron 138. Los equipos participantes fueron:
| WorldTeams (10)- Movistar Team - UAE Team Emirates - Bora-Hansgrohe - AG2R Citroën Team - Israel-Premier Tech - Lotto-Soudal - BikeExchange-Jayco - Cofidis - Intermarché-Wanty-Gobert Matériaux - Trek-Segafredo ProTeams (9)- Caja Rural-Seguros RGA - Euskaltel-Euskadi - Eolo-Kometa - Equipo Kern Pharma - Bardiani-CSF-Faizanè - Arkéa-Samsic - Burgos-BH - Sport Vlaanderen-Baloise - Drone Hopper-Androni Giocattoli Equipos continentales (6)- BEAT Cycling - Minerva Cycling Team - Java Kiwi Atlántico - Electro Hiper Europa-Caldas - Manuela Fundación Continental - Work Service-Vitalcare-Dynatek |
| |

## Clasificación final
- La clasificación finalizó de la siguiente forma:[3]

| \| Clasificación general \| Clasificación general \| Clasificación general \| Clasificación general \| Clasificación general \| \| Ciclista \| Ciclista \| Equipo \| Tiempo \| \| \| --------------------- \| --------------------- \| ---------------------------------- \| --------------------- \| --------------------- \| \| 1.º \| Tim Wellens \| Lotto-Soudal \| 4 h 12 min 32 s \| \| \| 2.º \| Alejandro Valverde \| Movistar Team \| + 0 s \| \| \| 3.º \| Simon Clarke \| Israel-Premier Tech \| + 0 s \| \| \| 4.º \| Brandon McNulty \| UAE Team Emirates \| + 0 s \| \| \| 5.º \| Kobe Goossens \| Intermarché-Wanty-Gobert Matériaux \| + 0 s \| \| \| 6.º \| Emanuel Buchmann \| Bora-Hansgrohe \| + 0 s \| \| \| 7.º \| Enric Mas \| Movistar Team \| + 14 s \| \| \| 8.º \| Warren Barguil \| Arkéa-Samsic \| + 14 s \| \| \| 9.º \| Ben Zwiehoff \| Bora-Hansgrohe \| + 19 s \| \| \| 10.º \| Felix Gall \| AG2R Citroën Team \| + 1 min 52 s \| \| |                    |                                    |                 |
| |                    |                                    |                 |
| Fuente: ProCyclingStats |                    |                                    |                 |
| Clasificación general |                    |                                    |                 |
| Ciclista | Ciclista           | Equipo                             | Tiempo          |
| 1.º | Tim Wellens        | Lotto-Soudal                       | 4 h 12 min 32 s |
| 2.º | Alejandro Valverde | Movistar Team                      | + 0 s           |
| 3.º | Simon Clarke       | Israel-Premier Tech                | + 0 s           |
| 4.º | Brandon McNulty    | UAE Team Emirates                  | + 0 s           |
| 5.º | Kobe Goossens      | Intermarché-Wanty-Gobert Matériaux | + 0 s           |
| 6.º | Emanuel Buchmann   | Bora-Hansgrohe                     | + 0 s           |
| 7.º | Enric Mas          | Movistar Team                      | + 14 s          |
| 8.º | Warren Barguil     | Arkéa-Samsic                       | + 14 s          |
| 9.º | Ben Zwiehoff       | Bora-Hansgrohe                     | + 19 s          |
| 10.º | Felix Gall         | AG2R Citroën Team                  | + 1 min 52 s    |

## UCI World Ranking
El Trofeo Serra de Tramuntana otorgó puntos para el UCI World Ranking para corredores de los equipos en las categorías UCI WorldTeam, UCI ProTeam y Continental. Las siguientes tablas son el baremo de puntuación y los diez corredores que obtuvieron más puntos:
| Posición   | 1.º | 2.º | 3.º | 4.º | 5.º | 6.º | 7.º | 8.º | 9.º | 10.º | 11.º | 12.º | 13.º-15.º | 16.º-25.º |
| Puntuación | 125 | 85  | 70  | 60  | 50  | 40  | 35  | 30  | 25  | 20   | 15   | 10   | 5         | 3         |

| Clasificación |                    |                                    |        |
| Posición      | Ciclista           | Equipo                             | Puntos |
| ------------- | ------------------ | ---------------------------------- | ------ |
| 1.º           | Tim Wellens        | Lotto Soudal                       | 125    |
| 2.º           | Alejandro Valverde | Movistar                           | 85     |
| 3.º           | Simon Clarke       | Israel-Premier Tech                | 70     |
| 4.º           | Brandon McNulty    | UAE Emirates                       | 60     |
| 5.º           | Kobe Goossens      | Intermarché-Wanty-Gobert Matériaux | 50     |
| 6.º           | Emanuel Buchmann   | Bora-Hansgrohe                     | 40     |
| 7.º           | Enric Mas          | Movistar                           | 35     |
| 8.º           | Warren Barguil     | Arkéa Samsic                       | 30     |
| 9.º           | Ben Zwiehoff       | Bora-Hansgrohe                     | 25     |
| 10.º          | Felix Gall         | AG2R Citroën                       | 20     |